# Kelsie Ahbe
Kelsie Ahbe (* 6. Juli 1991 in Akron, Ohio) ist eine ehemalige kanadisch-US-amerikanische Leichtathletin, die sich auf den Stabhochsprung spezialisiert hat.

## Sportliche Laufbahn
Erste internationale Erfahrungen sammelte Kelsie Ahbe im Jahr 2010, als sie für die Vereinigten Staaten bei den Juniorenweltmeisterschaften in Moncton mit übersprungenen 3,95 m den siebten Platz belegte. Sie absolvierte in dieser Zeit ein Studium an der Indiana University Bloomington, welches sie 2014 abschloss. Im Jahr darauf belegte sie bei den Panamerikanischen Spielen in Toronto für Kanada mit 4,40 m den fünften Platz und anschließend gewann sie bei den NACAC-Meisterschaften in San José mit derselben Höhe die Silbermedaille hinter der US-Amerikanerin Kristen Leland. 2016 nahm sie an den Olympischen Sommerspielen in Rio de Janeiro teil und gelangte dort mit 4,50 m im Finale auf den zwölften Platz. Im Jahr darauf startete sie bei den Weltmeisterschaften in London und blieb dort in der Qualifikationsrunde ohne Höhe. Nach einem Jahr Wettkampfpause belegte sie 2019 bei den Panamerikanischen Spielen in Lima mit 4,35 m den sechsten Platz, ehe sie bei den Weltmeisterschaften in Doha mit 4,35 m den Finaleinzug verpasste. 2020 bestritt sie ihre letzten Wettkämpfe und beendete daraufhin ihre aktive sportliche Karriere im Alter von 29 Jahren.
2015 wurde Ahbe kanadische Meisterin im Stabhochsprung im Freien und in der Halle.